# داریو باند
داریو باند (زادهٔ ۱۸ مه ۱۹۶۱) یک سیاستمدار ایتالیایی اهل ونتو است.
او برای اولین بار در سال ۲۰۰۵ برای فورزا ایتالیا به عضویت شورای منطقه‌ای ونتو در آمد. او که در سال ۲۰۱۰ مجدداً به همین صمت برگزیده شد، از سال ۲۰۱۰ تا ۲۰۱۵ رهبر طبقه مردم آزادی بود 